# Josh Kaddu
Joshua I. Kaddu (Richmond, 12 marzo 1990) è un giocatore di football americano statunitense che gioca nel ruolo di linebacker per i Minnesota Vikings della National Football League. Fu scelto nel corso del quinto giro (155º assoluto) del Draft NFL 2012 dai Miami Dolphins. Al college ha giocato a football all'Università dell'Oregon.

## Carriera professionistica

### Miami Dolphins
Kaddu fu scelto nel corso del quinto giro del Draft 2012 dai Miami Dolphins. Il 25 maggio firmò il suo contratto di 4 anni con la franchigia. Nella sua stagione da rookie disputò 4 partite, nessuna delle quali come titolare, senza far registrare alcuna statistica. Nella successiva scese in campo una sola volta.

### Philadelphia Eagles
Nel 2014, Kaddu firmò coi Philadelphia Eagles, ma venne svincolato il 30 agosto dello stesso anno.

### Minnesota Vikings
Il 9 settembre fu ingaggiato nella squadra di allenamento dei Minnesota Vikings, ma, a seguito dell'infortunio occorso a linebacker titolare Anthony Barr, il 27 dicembre Kaddu venne inserito nel roster e prese parte all'ultimo incontro della stagione regolare senza tuttavia mettere statistiche a referto.

## Vittorie e premi
Nessuno

## Statistiche
| Partite totali             | 6 |
| Partite totali da titolare | 0 |
| Tackle totali              | 0 |
| Intercetti fatti           | 0 |
| Fumble forzati             | 0 |

Statistiche aggiornate alla stagione 2014